# Brad Wilk

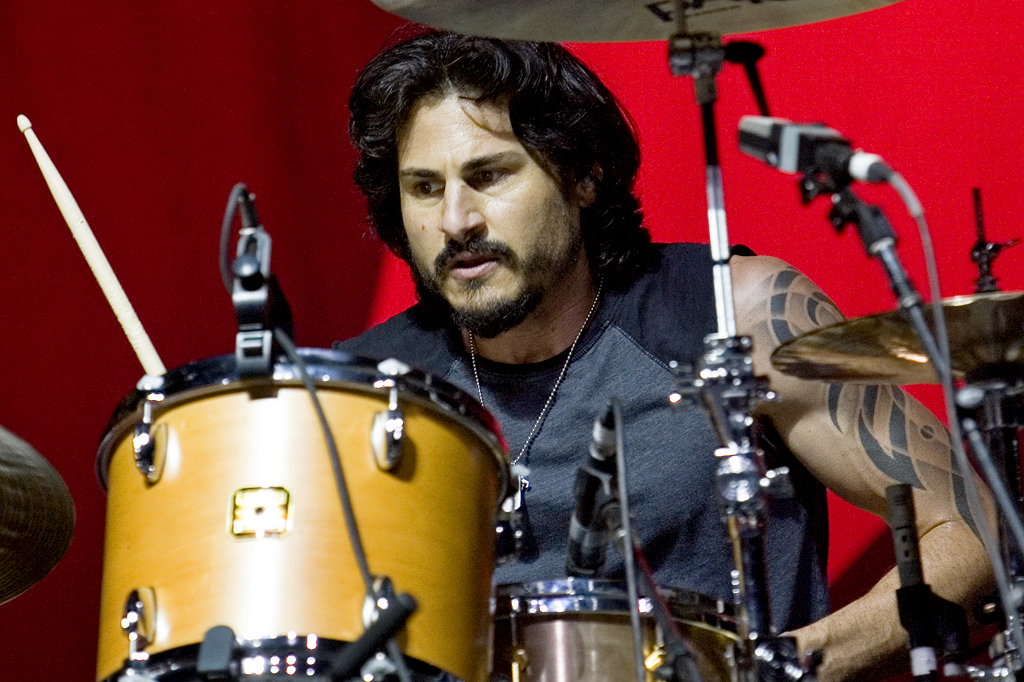
Brad Wilk im Juli 2008

Brad Wilk (* 5. September 1968 in Portland, Oregon) ist ein US-amerikanischer Schlagzeuger. Er war Mitglied der Rockband Audioslave und wurde mit der Crossover-Band Rage Against the Machine mit zwei Grammys ausgezeichnet. 2013 spielte er mit Black Sabbath das Album 13 ein.

## Leben
Aufgrund seiner jüdischen Herkunft flüchtete Wilks Vater während des Holocausts von Polen in die Vereinigten Staaten. Seine Kindheit verbrachte Wilk in Chicago und später in Südkalifornien. Er fing mit 13 Jahren an Schlagzeug zu spielen und bekam sein erstes eigenes Drumset, als er 14 war.
Da sein Vater auf Grund seiner Arbeit öfter umziehen musste, spricht Wilk mehrere Sprachen. Bei einem Konzert von Rage Against the Machine in Tel-Aviv z. B. sang er einen Song auf Hebräisch. Er kam damals zur Band, nachdem Tom Morello auf eine Zeitungsannonce von ihm aufmerksam wurde. Bis 2013 war Wilk mit Selene Vigil (Sängerin der amerikanischen Punkrockband 7 Year Bitch) verheiratet und hat mit ihr zwei Kinder. Bis 2021 war er mit Juliette Lewis liiert. Er ist Buddhist. 

## Nebenprojekte
Wilk spielte mit Morello, Billy Gould und dem Tool-Sänger Maynard James Keenan zusammen bei dem Projekt Shandi’s Addiction, das für den Kiss-Tribute-Sampler Kiss My Ass den Song Calling Dr. Love aufnahm. Mit Tim Commerford steuerte er den Song Momma sed für Keenans Nebenprojekt Puscifer bei. Zu dem Cypress-Hill-Song Can’t get the best of me spielte Wilk das Schlagzeug ein. Für Snoop Doggs Album Death Row’s Greatest Hits schrieb Wilk Snoop Bounce, den Dogg zusammen mit Rage Against The Machine (ohne Zack de la Rocha) einspielte. Zudem spielte Wilk 2004 eine Nebenrolle in dem Kurzfilm Sleeping Dogs Lie. Wilk spielt das Schlagzeug auf dem im Juni 2013 erschienenen Album 13 von Black Sabbath. Im Jahr 2013 trat er der Band The Last Internationale bei und veröffentlichte mit ihnen 2014 das Album We Will Reign sowie diverse Singles. 2014 spielte Wilk erstmals als Schlagzeuger der Smashing Pumpkins. Seit 2016 spielt er bei Prophets of Rage mit und tourt durch Amerika.

## Equipment
Brad Wilk benutzt Hardware von Drum Workshop (9000er Serie), Remo-Schlagzeugfelle (Emperors & Ambassadors) und Vic Firth 5B Sticks (Hickory mit Wood Tip).
Equipment, das von Brad Wilk benutzt wurde/wird:
Rage Against the Machine (1991–2000)
Premier Signia Marquis Drums und Zildjian Cymbals
- 12x9" Tom
- 16x16" Floor Tom
- 14x6.5" Tama Bell Brass Snare oder 14x5.5" Pork Pie Snare
- 22x18" Bass Drum
- LP Cowbell (x2)
- 14" New Beat Hi-Hats
- 20" A Medium Ride
- 18" Z Custom Crash
- 19" Z Custom Crash
- 18" Zildjian China oder 19" Zildjian Crash (nur bis 1995)

Audioslave (2002–2006)
Gretsch USA Maple Custom Drums und Paiste Cymbals
- 12x10" Tom
- 16x16" Floor Tom
- 18x16" Floor Tom
- 14x6.5" Tama Bell Brass Snare
- 22x18" Bass Drum
- LP Cowbell
- 14" Paiste Signature Sound Edge Hi-Hats
- 18" Paiste Signature Power Crash
- 19" Paiste Signature Power Crash
- 19" Dimensions Power Crash
- 22" Paiste 2002 Ride